# ایوا پوپ
ایوا پوپ (انگلیسی: Eva Pope؛ زادهٔ ۱۶ نوامبر ۱۹۶۷) بازیگر اهل بریتانیا است. وی از سال ۱۹۹۲ میلادی تاکنون مشغول فعالیت بوده‌است.
از فیلم‌ها یا برنامه‌های تلویزیونی که وی در آن نقش داشته‌است، می‌توان به شاهد خاموش، ترفندهای نو، شهر هالبی، طبابت در پیک، تپش قلب، تلفات، خیابان کورونیشن و مرد سایه‌ای اشاره کرد.